# Rezervația Naturală Volga-Kama
Rezervația Naturală Volga-Kama (în rusă Волжско-Камский заповедник), este un „zapovednik” rusesc (rezervație ecologică strictă) la confluența râului Volga, râului Kama și râului Mioșa. Există două secțiuni în rezervație, una pe terasele malului stâng al râului Volga, la punctul de întâlnire propriu-zis al râurilor, cealaltă secțiune la aproximativ 100 km în amonte pe Volga, la periferia vestică a orașului Kazan. Rezervația este situată în raioanele Zelenodolski și în Laișevski din Tatarstan. A fost înființat oficial în 1960 pentru a proteja pădurea și habitatul de stepă forestieră din regiunea de mijloc a Volgăi și are o suprafață de 8.024 de hectare. Un aspect deosebit al studiului științific îl reprezintă efectele barajului Kuibâșev asupra mediului local. Barajul a fost finalizat la mijlocul anilor 1950 și este cel mai mare din Europa. Rezervația Volga-Kama face parte dintr-o rezervație a biosferei UNESCO.

## Topografie
Rezervația Volga-Kama are două secțiuni:
- Raifa (30 km vest de Kazan). Sectorul Raifa este un peisaj carstic, în mare parte plat sau ondulat, cu râpe și râuri, lacuri carstice și acoperire forestieră de taiga sudică. O mare parte din pădure este veche, unii copaci având vârste cuprinse între 250 și 300 de ani. Valea râului Sumka se întinde de la nord-est la sud-vest până la Volga prin secțiunea Raifa. O caracteristică semnificativă a acestui sector nordic al rezervației este Lacul Raifa, cel mai mare dintre multele lacuri și mlaștini din sector.
- Sarala (60 km sud de Kazan). Sectorul Sarala este o peninsulă situată pe terasele cuaternare ale barajului Kuibîșev. Rezervorul a fost creat în 1956 și are o altitudine care fluctuează de la 49 la 53 de metri. Acest sector are în principal acoperire forestieră de foioase.[2]

Văile râurilor din sectorul nordic se află la un nivel absolut de până la 66 de metri. Zonele mai înalte din nordul și sudul sectorului Raifa ajung la 120 de metri.

## Climat și ecoregiune
Rezervația Volga-Kama este situată în ecoregiunea de silvostepă din Europa de Est, care este o zonă de tranziție între pădurile cu frunze late din nord și pajiștile din sud. Această ecoregiune este caracterizată de un mozaic de păduri, stepă și zone umede riverane.
Climatul Volga-Kama este un climat continental umed, vară caldă (clasificare climatică Köppen DfB). Acest climat este caracterizat de fluctuații mari de temperatură, atât diurnale, cât și sezoniere, cu veri blânde și ierni reci și cu zăpadă. Temperatura medie în rezervația Volga-Kama variază de la -12,2 °C  în ianuarie până la 19,5 °C în iulie. Precipitațiile variază între 490–640 mm/an.

## Floră și faună
Cele două sectoare ale rezervației aparțin a două zone biogeografice diferite, întrucât se încadrează într-un contur de demarcare a umidității care separă pădurile mixte de conifere-foioase de la nord de pădurile de foioase la sud. Arborii primari din sectorul Raifa sunt molidul și pinul de pădure. Mușchiul verde este important în sectorul Raifa, cu mușchiul sphagnum în zonele umede din zona Raifa. Arborii din secțiunea sudică Sarala sunt specifici pădurii de foioase, având comunități de stejar și pădure secundară de tei și aspen. Peste 600 de specii de alge și peste 700 de specii de ciuperci au fost înregistrate în rezervație. Oamenii de știință din rezervație au înregistrat 844 de specii de plante vasculare.
Fauna din sectorul nordic Raifa este cea de taiga sudică: șoareci de câmp, șopârle, șoareci de pădure, lilieci, veverițe, jderi, vulpi, iepuri și elani. Sectorul Sarala are un caracter mai sudic, cu iepuri, mistreți și căprioare. Castorul a fost reintrodus în 1996. Oamenii de știință din rezervație au înregistrat 50 de specii de mamifere la granițe. Păsările includ păsări de pădure și păsări de apă, fapt care reflectă varietatea habitatului din zonă. Au fost înregistrate 230 de specii de păsări. În plus, au fost înregistrate 41 de specii de pești.

## Ecoeducație și acces
Fiind o rezervație naturală strictă, rezervația Volga-Kama este în mare parte închisă publicului larg, deși oamenii de știință și cei cu scopuri de „educație ecologică” pot organiza vizite cu aprobarea conducerii parcului. Există însă câteva rute „ecoturistice” în rezervație care sunt accesibile localnicilor, dar necesită obținerea în avans a permiselor. Rezervația sponsorizează un arboretum și un muzeu al naturii, fiind vizitate de peste 10 mii de oameni anual. Biroul principal se află în orașul Kazan.